# Cantata, BWV 184a
De la Cantata, BWV 184a de Bach, l'única cosa que se sap és que, probablement, fou estrenada a Köthen el primer de gener de 1721 o 1723, per felicitar l'Any Nou al Príncep de la casa d'Anhalt-Köthen. Podria ser idèntica a la BWV Anh. 8, i alguna part de la música podria haver-se parodiat en la BWV 184.